# Kume Kotaro
Kume Kotaro (sinh ngày 29 tháng 5 năm 2000) là một cầu thủ bóng đá người Nhật Bản.

## Sự nghiệp câu lạc bộ
Kume Kotaro hiện đang chơi cho Tokushima Vortis.